# Hajnal Jenő (újságíró)
Hajnal Jenő, született Hatschek Jenő (Hőgyész, 1889. december 25. – New York, 1977. július 11.) újságíró.

## Élete
Hatschek Sámuel nagyváradi születésű festő és Lőwenstein Fanni fia. Kaposváron járt középiskolába. Ezután vidéki újságok munkatársa volt Szabadkán és Nagyváradon, majd 1912-ben megszervezte az első újságíró sztrájkot Dutka Ákossal, Marton Manóval és Nagy Andorral közösen. Az első világháború idején a fővárosba költözött. Itt a Déli Hírlapnál, később pedig a Világnál dolgozott, majd 1918 októberében az Ember című lapban publikált egy riportot Lékai János Tisza elleni merényletéről, amely országos szenzáció lett. 
Az 1918. októberi őszirózsás forradalom során a Nemzeti Tanács megbízta a posta ellenőrzésével, így az ellenforradalmi előkészületek híre a címzettek helyett a Nemzeti Tanácshoz jutott, a vérontást pedig ezáltal elkerülték. A Magyarországi Tanácsköztársaság alatt a Vörös Ujságnál dolgozott. Később kivándorolt Bécsbe, ahol az Ember és a Bécsi Magyar Újság munkatársa lett. A magyarországi fehérterrorról Hamburgerné című könyvében, valamint Osztrákországi levelek című cikksorozatában számolt be, utóbbit Mikes Kelemen stílusában írta. 
Az 1930-as évektől Párizsban, majd 1940-től New Yorkban élt egészen haláláig. Itt baloldali emigráns lapok munkatársa volt, 1961–1966 között a Zsidó Szemlét szerkesztette. Az 1960-as évektől már egy évben egyszer hazalátogatott. Kívánságának megfelelő hamvait Magyarországra szállították és a Farkasréti temetőben helyezték el.
Álneve: Harmadik Kelemen.

## Művei
- Hamburgerné (Wien, 1920)
- A Gólem új legendája (New York, 1943)